# Templeuve-en-Pévèle
Templeuve-en-Pévèle település Franciaországban, Nord megyében. Lakosainak száma 6979 fő (2022. január 1.). Templeuve-en-Pévèle Péronne-en-Mélantois, Cappelle-en-Pévèle, Cysoing, Ennevelin, Fretin, Genech, Louvil, Mérignies és Nomain községekkel határos.

## Népesség
A település népessége az elmúlt években az alábbi módon változott:
| Lakosok száma | 5855 | 5930 | 5996 | 6059 | 6196 | 6332 | 6469 | 6705 | 6979 |
|               | 2013 | 2015 | 2016 | 2017 | 2018 | 2019 | 2020 | 2021 | 2022 |